# Josef Marketz
Josef Marketz (ur. 30 lipca 1955 w St. Philippen ob Sonnegg) – austriacki biskup rzymskokatolicki, biskup diecezjalny Gurk od 2020.

## Życiorys
Święcenia kapłańskie otrzymał 29 czerwca 1982 i został inkardynowany do diecezji Gurk. Przez dziesięć lat pracował duszpastersko, a w 1992 został dyrektorem kurialnego wydziału duszpasterskiego. W 2014 mianowany dyrektorem diecezjalnym Caritas oraz wikariuszem biskupim.
3 grudnia 2019 papież Franciszek mianował go biskupem diecezjalnym Gurk. Sakry udzielił mu metropolita Salzburga - arcybiskup Franz Lackner.